# Тахов
Та́хов (чеськ. Tachov [ˈtaxof], колиш. нім. Tachau) — місто на заході Чехії, в Плзенському краї. Розташовано за 59 кілометрів на захід від Плзня. Є адміністративним центром округу Тахов. Населення — 13 010 осіб (2009).

## Історія
Назва міста походить від імені Татомир (чеськ. Tatomír), скорочено Тах (Tach).
Перша згадка про Тахов датується 1115 роком. В 1131 році згадується про замок поблизу села Тахов. В другій половині XIII століття, під час панування Пржемисла Отакара II навколо замку формується місто Тахау. Близько 1300 року місто було обнесене фортечною стіною, яка збереглась до наших днів в достатньо хорошому стані.
Під час Гуситських війн біля стін міста декілька разів проходили битви католиків з їхніми супротивниками. під час правління сімейства Лосі (Losy) старий замок був перебудований в палац.
В 1869 році в місті мешкало 5 433 особи, більшість з яких — німці. В 1874 році була збудована залізниця Тахов—Плана, яка пізніше була продовжена до Домажліце. До 1930 року населення Тахова збільшилось на 7 000 осіб. 
В 1938 році місто в складі Судетської області було приєднане до Третього рейху, в 1945 році звільнене американськими військами. Після видання Декретів Бенеша місто і його околиці залишило 20 тисяч судетських німців; Тахов практично був безлюдний. В 1950 році в місті мешкало 4 073 осіб, а межа 1930 року була перевершена лише в 1960-х роках.

## Населення
| Рік       | 1869  | 1880  | 1890  | 1900   | 1910   | 1921   | 1930   |
| Населення | 5 433 | 5 572 | 5 680 | 6 590  | 7 814  | 7 902  | 8 189  |
| Рік       | 1950  | 1961  | 1970  | 1980   | 1991   | 2001   | 2009   |
| Населення | 4 843 | 5 606 | 8 435 | 11 847 | 12 833 | 12 696 | 13 010 |

## Пам'ятки архітектури
- Церква Вознесіння Діви Марії в готичному стилі (XIV століття)
- Таховський замок, перебудований в стилі класицизм в XVII столітті